# Jacoba van Velde
Jacoba van Velde (Den Haag, 10 mei 1903 - Amsterdam, 7 september 1985) was een Nederlandse schrijfster. Haar romandebuut De grote zaal verscheen in 1953 en werd binnen tien jaar vertaald in dertien talen. Er werden tijdens haar leven omstreeks 75.000 exemplaren van deze existentialistische roman verkocht. In 2010 werd het boek in het kader van de landelijke campagne Nederland Leest (22 oktober t/m 19 november) gratis weggegeven aan de leden van alle openbare bibliotheken.
Jacoba was de jongste uit een gezin met vier kinderen, met een oudere zuster en twee oudere broers. Haar vader was tijdens haar jeugd veelvuldig afwezig en haar moeder was wasvrouw. Ze ging slechts tot haar tiende naar school, maar wist zichzelf toch verschillende talen eigen te maken. Al op haar zeventiende ging ze naar Parijs om een dansopleiding te volgen. In 1924 trouwde ze met de violist Harry Polah; zij traden op in Berlijn. Later vormde ze met een mannelijke partner het dansduo Pola Maslowa & Rabanoff. Samen trokken ze langs cabarets en variététheaters in een groot aantal Europese landen. In 1937 trouwde ze met de schrijver Bob Clerx. Beide huwelijken bleven kinderloos.
Van Velde woonde een groot deel van haar leven in Parijs, net als haar broers Geer en Bram van Velde, die na de Tweede Wereldoorlog naam zouden maken als schilders. Vlak na de Tweede Wereldoorlog was ze onder de naam Tonny Clerx literair agent voor het Franse werk van de Ierse (toneel)schrijver en dichter Samuel Beckett, maar die functie legde ze in 1947 neer om zich op haar eigen schrijven te concentreren. Van Veldes oeuvre bleef klein; voornamelijk was ze werkzaam als vertaalster en dramaturg. Ze vertaalde toneelstukken van Samuel Beckett, Eugène Ionesco en Jean Genet van het Frans naar het Nederlands, en daarnaast ook een aantal detectiveverhalen.
Haar tweede en laatste roman, Een blad in de wind (1961), ontving minder goede kritieken. Jacoba van Velde begon nog aan een derde roman, De verliezers, maar voltooide die nooit.